# Kamila Augustyn
Kamila Anna Augustyn (* 14. Januar 1982 in Słupsk) ist eine polnische Badmintonspielerin. Sie begann 1991 mit den Sport beim Klub SKB Piast Słupsk. Ihren ersten großen Erfolg hatte sie mit 17 Jahren, als sie die polnischen Meisterschaften gewann. Seit 2006 spielt sie beim FC Langenfeld. Im Juli 2008 war sie auf Platz 80 der Weltrangliste der Badminton World Federation.
Sie gehörte zur polnischen Auswahl für die Olympischen Sommerspiele 2008.

## Erfolge
Die wichtigsten Erfolge von Kamila Augustyn:
- Weltmeisterschaften
  - 2005: 17. Platz im Mixed und 9. Platz im Doppel
  - 2006: 17. Platz im Einzel und 9. Platz im Doppel

- Europameisterschaften
  - 2002: 9. Platz in der Mannschaft
  - 2004: 5. Platz im Doppel und in der Mannschaft
  - 2006: 5. Platz im Doppel
  - 2008: 3. Platz im Mixed, 5. Platz im Doppel

- Polnische Einzelmeisterschaften
  - 1999, 2001–2005, 2007–2013, 2015: 1. Platz im Einzel
  - 2002–2008, 2010: 1. Platz im Doppel
  - 2006: 3. Platz im Einzel